# Colonești (Olt)
Colonești is een Roemeense gemeente in het district Olt.
Colonești telt 2212 inwoners.